# Hans Hokanson
Hans-Bertil Hokanson, född 22 augusti 1925 i Malmö, död 1997, var en svensk-amerikansk målare, konsthantverkare och dekoratör.
Han var son till köpmannen Alfred Edvin Håkanson och Hilma Henrietta Persson och gift 1947-1949 med Thyra Svensson. Efter att han arbetat några år som kontorist och handelsresande företog han några studieresor till Danmark, Frankrike och Schweiz 1949-1950 för att studera konst. Han emigrerade 1951 till USA och arbetade en kort tid i Los Angeles med dekorationsmåleri och glasering av keramik. Han kom senare att anlitas vid scenbyggnad och scendekorering vid filmstudiorna i Hollywood bland annat vid Columbia och Metro-Goldwyn-Mayer. Under ett halvårslångt besök i Europa 1952-1953 vistades han i Frankrike, Italien Schweiz och London där han hade en ateljéutställning. Han var anställd som assistent vid ett privat museum i New York 1956-1961 som senare blev en del av Metropolitan Museum of Arts avdelning för primitiv konst. Han studerade teckning och målning på Art Students League i New York 1961-1963. Samtidigt utbildade han sig till snickare och möbelformgivare och hans första träskulpturer var konstruktioner av abstrakta komponenter. På slutet av 1960-talet fokuserade han på snidning i massivt trä. Separat ställde han ut på Parma Gallery i New York 1954 samt Tripoli Gallery och han medverkade i ett flertal samlingsutställningar. Hans konst består av porträtt och figurmotiv samt ett modernt nonfigurativt New York-måleri i olja, gouache och akvarell samt träskulpturer.